# CapCut
CapCut, раніше відомий як JianYing i ViaMaker (кит.: 剪映) — китайський застосунок для редагування відео, розроблена ByteDance, материнською компанією TikTok.

## Історія
Застосунок було вперше випущено під назвою JianYing у Китаї у 2019 році та спочатку було доступно для iPhone та Android. У 2020 році він був перейменований на CapCut і став доступним у всьому світі. Пізніше його розширили, включивши веб-версії та версії для настільних ПК для Mac і Windows.
Станом на березень 2023 року CapCut має понад 200 мільйонів активних користувачів щомісяця та за даними The Wall Street Journal, у березні 2023 року його завантажували більше, ніж додаток TikTok. У березні 2023 року він був другим за кількістю завантажень.

## Особливості
У безкоштовній версії CapCut є кілька функцій, зокрема параметри швидкості для налаштування тривалості кліпів. Інструмент Auto Captions можна використовувати для створення точних субтитрів до відео, які можна редагувати в застосунку.
CapCut підтримує основні функції редагування відео, включаючи редагування, обрізання та розділення кліпів. Він дозволяє додавати нові кліпи до проектів, але обмежується редагуванням в одному шарі, за винятком накладень, які дозволяють використовувати ефекти «картинка в картинці» та видаляти фон за допомогою інструмента «Виріз». Користувачі можуть експортувати завершені проекти безпосередньо в TikTok або зберігати їх на своєму пристрої для спільного використання на інших платформах.
Станом на 2025 рік додаток CapCut не доступний на Play Маркет для України.